# Giovanni Di Bartolo (architetto)
Giovanni Di Bartolo (Terranova di Sicilia, 30 ottobre 1819 – provincia di Catania, post 1875) è stato un architetto e agronomo italiano.

## Biografia
Secondo di cinque fratelli, figlio dell'architetto Emanuele Di Bartolo e Giuseppa Licata, nasce a Gela, allora Terranova di Sicilia, dove è registrato al battesimo con i nomi di Giovanni Cristoforo Aloisio. 
Dopo aver seguito il corso di ingegneria civile, architettura e agronomia all'Università di Palermo, nel quale ottiene la laurea dottorale in fisica matematica tra il 1841 e il 1842, specializzandosi in agronomia, lavora a Terranova di Sicilia, ricoprendo l'incarico di architetto comunale provvisorio sin dal primo agosto 1843. Qui esegue numerose perizie, sia per conto di privati che per il Municipio, e sostituisce infine il padre nella direzione dell'ufficio tecnico di quella città. Segue principalmente lavori urbanistici (la "strada marina", l'acquedotto di San Giovanni, il basolato del corso, l'incanalamento delle acque nel "piano Mendola"); svolge perizie e stime agrimensorie (di grande importanza tutta l'estimo dell'ex Feudo-Nobile requisito dal comune per dividere la terra tra i contadini), nonché progetti monumentali, come il carcere di Terranova e quello di Castrogiovanni, il cui disegno a china si conserva al piano superiore della Biblioteca comunale di Gela. Il 3 marzo 1851 è nominato architetto comunale provvisorio di Caltanissetta con incarichi su tutta la provincia, tuttavia l'anno successivo è nominato Guardia Generale d'Acque e Foreste per il comune di Terranova e ingegnere delle solfatare.
Durante i moti del 1848, è chiamato a far parte del battaglione della Guardia Civica cittadina, istituito in ogni città della Sicilia con compiti di polizia volontaria per prevenire atti di guerriglia gratuita e vendette sommarie nei confronti dei filo borbonici e non solo, ricoprendo il ruolo di 1º tenente della quarta compagnia cittadina capitanata da Francesco Candioto. Agli inizi degli anni Sessanta dell'Ottocento la sua attività è prevalentemente registrata in Sicilia. Insegna "matematiche" nelle scuole cittadine, a seguito dell'investitura che l'abate Giuseppe Bertini, membro della Commissione della pubblica istruzione ed educazione in Sicilia, aveva caldeggiato incaricandolo dell'insegnamento e diffusione del sistema metrico siciliano. A metà del secolo è eletto membro corrispondente della Commissione di Antichità e Belle Arti della Sicilia, l'ente che sovrintendeva i lavori di scavo e la raccolta di oggetti archeologici sull'isola. 
Dopo il 1863 lavora prevalentemente fuori dalla Sicilia, dove svolge diversi incarichi per conto del "Regio Ministero di Agricoltura Industria e Commercio". Numerosi i periodi di permanenza a Torino, Firenze, Grosseto per espletare incarichi ministeriali e dirigere prove di coltivazione del cotone. Nel 1865 ritorna in Sicilia per assistere il fratello architetto Giuseppe di Bartolo, in fin di vita a Giarre. Nel 1866 è a Napoli come giurato nel Secondo congresso sulla coltivazione del cotone in Italia. Tra il 1868 e il 1875 la sua attività è diretta principalmente allo sviluppo economico dell'agro catanese (Giarre, Mascali, Acireale), con interventi e perizie sulle linee ferrate, sull'irrigazione e sui sistemi idraulici di quella zona. Dal 1875 non si hanno più notizie di lui e il suo nome è cancellato anche dagli elenchi elettorali del municipio di Terranova di Sicilia.

### Studi agronomici
Nel 1851 pubblica il suo primo saggio di argomento scientifico sugli Annali di Agricoltura Siciliana che l'Istituto agrario Castelnuovo, grazie al suo direttore, il botanico Giuseppe Inzenga, aveva inaugurato come organo di diffusione delle ricerche e degli studi agronomici promossi grazie al lascito testamentario del principe filantropo Carlo Cottone. Il primo studio pubblicato reca il titolo Coltivazione del cotoniere in Terranova ed è tutto incentrato sulla comunicazione delle tecniche di impianto e coltivazione del cotone nella piana di Gela, argomento del quale ritiene di poter portare un contributo decisivo in quanto "coltivatore, nelle terre di sua proprietà, di questo importantissimo economico vegetabile, che forma uno dei rami principali dell'industria del mio paese". Giovanni di Bartolo ritiene infatti che l'unico modo per poter progredire nella diffusione di questa coltivazione e migliorarne qualità e quantità sia raccogliere tutte le pratiche esistenti nell'isola da secoli: 
( G. di Bartolo, Coltivazione del cotoniere in Terranova, collana «Annali di agricoltura sicialiana redatte per istituzione del Principe Castelnuovo», a. I, trimestre II (1851),  pp. 106-107.)
Nel 1863 è incaricato dal Regio Ministero di Agricoltura Industria e Commercio di ispezionare i terreni cotoniferi di tutta la provincia di Caltanissetta al fine di redigere una precisa fotografia sulle possibilità di sviluppo di questa coltura e comprenderne le reali potenzialità per l'economia del territorio. I suoi impegni istituzionali fuori da Terranova sono sempre più assidui e nel 1863 è nominato giurato alla Prima esposizione italiana dei cotoni che si terrà a Torino l'anno successivo.
A Grosseto è invitato dal barone Bettino Ricasoli a tenere un discorso sulla "convenienza della coltivazione del cotone nella Provincia Grossetana e nelle Maremme Toscane", poi pubblicato. Nel settembre del 1864 tiene una conferenza sulla coltivazione del cotone presso la sede della Reale Accademia Economico-Agraria detta Accademia dei Georgofili, la più antica e prestigiosa accademia agronomica d'Italia e la più antica d'Europa. All'ottobre dello stesso anno risale invece l'incontro con lo scrittore lombardo Alessandro Manzoni, con il quale intrattenne un breve scambio epistolare sulla sperimentazione di specie del cotone a latitudini fredde. 
Sempre nel 1864 pubblica la sua monografia sulla coltura del cotone dal titolo Della coltivazione del cotone secondo le antiche pratiche di Terranova di Sicilia dove vengono riunite ed esplicitate tutte le pratiche sulla coltivazione delle diverse specie di cotone a Terranova, con un approfondimento sugli strumenti agrari in uso in quel tempo.
Nel 1868 esce un altro articolo intitolato Un'avvertenza sul male che produce la irrigazione in Agosto nel cotoniere, edito in occasione della Prima esposizione del consorzio interprovinciale di Sicilia (1868). L'autore terranovese ritorna ad occuparsi dell'argomento del quale ha maggiore esperienza pratica, cioè il cotone, anche se gli era stato affidato il compito ulteriore di valutare gli agrumi presentati a concorso e le "pratiche distintamente che si usano in queste contrade dell'Etna". Il suo intervento è ancora una volta diretto a "contribuire al bene della comune patria Italia Una" attraverso l'elenco di tutti i casi nei quali l'eccesso di irrigazione produce danni o benefici. Egli però suggerisce ai convenuti di "guardare l'insieme sotto un punto di visto complessivo": non basta cioè valutare unicamente il numero o la frequenza delle irrigazioni ma bisogna porre attenzione al quantitativo d'acqua irrorato in relazione alla qualità del terreno, alle specie seminate, alle "serchiature della pianta", alla quantità di pioggia caduta in tutti i mesi di crescita della pianta dal momento della messa a dimora dei semi sino alla fruttificazione.

## Opere architettoniche
Al periodo in cui esercitò a Terranova di Sicilia, risale la redazione del primo progetto noto di Giovanni di Bartolo. Si tratta del nuovo edificio carcerario concepito per il Distretto di Terranova, datato 1847, poi non realizzato. Il fabbricato presenta un'organizzazione a pianta centrale, con concezione cellulare, caratterizzato da un volume compatto su tre livelli fuori terra. Il connettivo planimetrico, infatti, è costituito da un cortile, collocato in posizione baricentrica, da cui si sviluppa la distribuzione funzionale dei vari spazi. L'unica entrata, che mette in comunicazione l'esterno con il cortile interno, è affiancata dall'abitazione del custode e dalla postazione di guardiania. Sul cortile si affacciano le varie celle, destinate all'internamento dei rei che avrebbero dovuto scontare pene criminali. Al primo piano trovano spazio la Camera di Esame per il Giudice, le celle per i rei "civili", ovvero che avrebbero dovuto espiare pene correzionali e di polizia – suddivise in uomini, donne e sacerdoti – oltre a due infermerie, una per ogni genere, e le latrine. Il connettivo verticale è costituito da un un'unica scala che mette in comunicazione i vari livelli. Erano presenti anche spazi destinati al lavoro dei detenuti: un'ampia stanza a piano terreno per gli uomini e un ambiente leggermente più piccolo al secondo piano per le donne. Le uniche aperture, oltre alla porta di ingresso, sono costituite dalle finestre presenti solamente al secondo e ultimo livello, corrispondente agli spazi destinati ai carcerati "civili", gli "ospedali" e gli ambienti per il giudice. Al centro del cortile è collocata una vasta edicola, a forma di baldacchino a base quadrata, al centro della quale e in posizione elevata è collocato un altare. L'edicola dell'altare presenta un basamento compatto, rialzato fino al primo piano, sopra il quale si elevano quattro pilastri sovrastati da quattro archi a tutto sesto a sostegno della copertura a padiglione o a gronda costante (prima soluzione), oppure a colmo costante, con otto falde, quattro displuvi e quattro compluvi (seconda soluzione). L'altare è rivolto verso il lato dell'ingresso ed è ulteriormente rialzato di alcuni graditi. Dal 1852 e fino al 1863 esercita nuovamente la professione di architetto comunale, firmando numerose perizie di compravendita e progettando la rettificazione della cosiddetta "strada marina" di Terranova, oltre alla nuova pubblica fognatura e al lastricato per il corso cittadino. 
Nel 1852 ricevette l'incarico dal vescovo Cesare Agostino Sareja (1794-1867) di redigere il progetto per il nuovo Seminario per la Diocesi di Piazza Armerina. Il progetto redatto dal di Bartolo prevede un edificio la cui articolazione è conseguente alla forma del lotto, ovvero composto da due corpi di fabbrica: il principale è dislocato su tre livelli fuori terra ed è caratterizzato da una forma quadrangolare, a trapezio, in modo da regolarizzare i fronti rispetto alle due direttrici stradali; il secondo, invece, è un parallelepipedo dove sono posizionati alcuni servizi. Al centro del corpo trapezoidale trova spazio un ampio cortile che funge da connettivo, seguendo un modello a metà strada tra i palazzi nobiliari e le strutture conventuali, poi impiegato in collegi e in istituti per la formazione, ma anche in centri direzionali e amministrativi. Al piano terreno sono collocati l'ingresso e la postazione della guardia, sette stanze di varia dimensione per la scuola, oltre alla cantina, alla cucina, al refettorio, ai magazzini e all'ufficio dell'economo. Al primo piano trovano spazio quattro grandi stanze per i seminaristi, quattro quartieri con alcove per i lettori e i superiori, un appartamento per il rettore o per il vescovo, costituito dalla camera da letto, una sala per le udienze, camerini e la stanza per il servitore. Al secondo e ultimo piano si trovano due saloni per le attività dei seminaristi, quattro quartieri con alcove e cinque stanze senza alcove riservate ai lettori e ai superiori, oltre alla cappella, alla biblioteca e alla latrina. Da un punto di vista formale, il fronte principale è organizzato su tre livelli: al piano terreno corrisponde una fascia a bugnato, mediamente pronunciata, con una lista basamentaria a sottolineare l'attacco a terra; il primo e il secondo piano presentano un trattamento superficiale ancora bugnato, ma molto più leggero, seguendo lo schema impiegato nei principali palazzi rinascimentali fiorentini e romani.
Il terzo e ultimo lavoro firmato da Giovanni di Bartolo è il progetto per il nuovo carcere circondariale di Castrogiovanni, attuale città di Enna, datato al febbraio del 1853. A differenza dell'esempio gelese, l'edificio presenta il fronte principale caratterizzato da un bugnato significativamente più rustico e da un numero di aperture maggiore, che possiamo ritrovare in alcune realizzazioni rinascimentali fiorentine. L'articolazione della facciata, costituita da un robusto corpo centrale e da due ali secondaria, presuppone un conseguente sviluppo volumetrico, impossibile da descrivere con precisione. La porzione centrale è inquadrata all'interno di due corpi leggermente aggettanti, sottolineati dalla cornice al coronamento che interrompe la gronda, e che presenta non poche assonanze lessicali con la cosiddetta Torre di Manfria, situata su un promontorio presso la costa gelese e realizzata alla metà del XVI secolo.

## Riconoscimenti e onorificenze
- Guardia Generale Onorario d'Acque e Foreste per il Circondario di Terranova
- Socio corrispondente della Reale Accademia Economico-Agraria detta Accademia dei Georgofili
- Socio onorario della Società Agraria di Grosseto
- Socio onorario della Società economica di Girgenti
- Ispettore onorario della Commissione d'Antichità e Belle arti per la Sicilia sezione di Terranova di Sicilia
- Menzione d'onore alla "Prima esposizione dei Cotoni italiani" (fatta a Torino nel 1864), perché propagatore di pratiche razionali sulla coltivazione del cotone

## Opere
- Coltivazione del cotoniere in Terranova, in «Annali di agricoltura siciliana redatte per istituzione del Principe Castelnuovo», a. I, trimestre II (1851), pp. 106-107
- Riassunto di un discorso sulla convenienza della coltivazione del cotone nella Provincia Grossetana e nelle Maremme Toscane pronunciato dall'Ing. Dott. Giovanni di Bartolo alla Pubblica Adunanza della Società Agraria di Grosseto nel 24 aprile 1864, Tip. Galluzzi, Grosseto 1864
- Della coltivazione del cotone secondo le antiche pratiche di Terranova di Sicilia, Dalmazzo, Torino 1864
- Sommario di precetti sulla coltivazione del cotone secondo le antiche pratiche di Terranova in Sicilia con le norme per la coltivazione del cotone irsuto nell'Italia centrale e superiore e nell'interno della Sicilia confermate dall'esperienza di quest'anno per l'ingegner Giovanni di Bartolo, presso Biagio Moretti, Torino 1864
- Le perizie per la quistione Conti della calce idraulica in Taormina per uso della ferrovia, s.n., Catania 1865/66
- Le solenni violazioni al contratto di concessione, e la franca non curanza della società ferroviaria, in danno dei cittadini di Mascali-Nunziata, di quei di Giarre e Riposto, e di moltissimi proprietari di lati-fondi e mulini, Tip. Giuseppe Donzuso, Acireale 1867
- Sulle domande dei cittadini di Mascali-Nunziata al R. Governo per una fermata ferroviaria e per altro; di seguito all'opuscoletto pubblicato nel febbraio ultimo, Tip. Giuseppe Donzuso, Acireale 1867
- Un'avvertenza sul male che produce la irrigazione in Agosto nel cotoniere, Stabilimento tipografico Caronda, Catania 1868